# Ford F-1000
F-1000 foi uma linha de caminhonete pesada ("Full Size") produzida pela Ford Brasil durante 19 anos entre 1979 e 1998.

## História

### Anos 70 e 80
O início da produção da caminhonete F-1000 com motor 3.9 diesel MWM com 86.4 cv aconteceu em 1979, sendo que, na verdade, era uma evolução da Ford F-100, pois utilizava o mesmo chassi e a mesma carroceria, com algumas poucas mudanças, como a capacidade de carga ampliada para 1.000 kg e freios dianteiros a disco servo-assistidos de série; também o painel de instrumentos diferia em relação à F-100 por adotar mostradores redondos em vez do velocímetro horizontal que permaneceria na irmã menor até 1983. A base mecânica era idêntica à já utilizada há dois anos pelo Ford F-4000, o que fazia supor que ela seria até superdimensionada para uma picape de uma tonelada de capacidade de carga.
Em 1985 foi fabricada uma versão incomum. Personalizada pela própria Ford, a F-1000 SSS (Super Série Special, edição limitada de 2.000 unidades) vinha com rodas estilizadas que jamais seriam usadas em outra versão como item de série. Essa versão foi disponibilizada nas cores preta e marrom. Nesse mesmo ano foi lançada a versão F-1000A com motor 3.6 álcool de 6 cilindros (115 cv), prenunciando o fim da F-100 4 cilindros que teve sua produção encerrada em 1986. Um fato curioso é que a F-1000A 1985 praticamente antecipou em cerca de seis meses o acabamento interno, com novo volante de dois raios com 400 mm de diâmetro, maçanetas externas pretas e padrão do estofamento com bancos 1/3 + 2/3, o que só seria oferecido na linha 86; além disso, também antecipou as estranhas calotas metálicas integrais (que não sobreviveriam à linha 87) e foi o primeiro modelo da linha F-1000 a utilizar os novíssimos (à época) pneus radiais Pirelli Scorpion na medida 215/80R 16 e a direção hidráulica como itens de série, enquanto para a F-1000 diesel ambos eram itens opcionais nesse ano.
A reestilização frontal com grade plástica de quatro faróis retangulares em substituição à de alumínio e dois faróis redondo de 180 mm veio na linha 86 que trazia para todos os modelos (salvo para a F-1000A - que mantinha o mesmo acabamento externo monocromático com faixa lateral tricolor do modelo 85 - e para a F-1000SS) diversas opções de pintura em dois tons, sendo a mais famosa a combinação de preto com prata, sempre separados por um adesivo que simulava um efeito degradê na linha de cintura, o que lhe conferiu o carinhoso apelido de "carijó". Esse padrão de pintura se manteria praticamente inalterado até a linha 88. Internamente, o painel ganhava um acabamento almofadado e a opção de teto solar removível se estendia a toda a linha, incluindo a F-100 em seu derradeiro ano.
Na linha 87 a F-1000 ganhou Santantônio (opcional) e novas rodas estilizadas em aço que a acompanhariam até o encerramento da produção da primeira geração, em 1992.
Na linha 88 o eixo traseiro redimensionado e as lanternas traseiras iguais à da Pampa, com luz de ré incorporada (sim, a F-1000 só passou a ter luz de ré no modelo 88) e acabamento tricolor, foram as novidades.
Na linha 89 o câmbio de cinco marchas passa a ser oferecido como opcional para a F-1000 diesel. Para esse ano-modelo a pintura externa passa a ser monocromática com enormes adesivos laterais e, a novidade, a opção da cor "Amarelo Citrino" destaque um ano antes no Escort XR-3. Também externamente, outro detalhe foi a adoção de um novo modelo de espelho retrovisor carenado (que seria utilizado até 1992) em substituição ao antigo com armação metálica adotado no modelo 83. Entretanto, algumas unidades, principalmente as fabricadas ainda no final de 1988, saíram da linha de montagem usando os espelhos retrovisores antigos. Além disso, em 89 a F-1000 passa a contar com a janela traseira basculante, bem como, o motor 3.6L de 6 cilindros passa a contar com uma versão a gasolina.
As versões SS (Super Série) sempre foram um capítulo à parte, incorporando equipamentos e acessórios não disponíveis às outras versões sequer como opcional. Inicialmente eram oferecidas apenas durante alguns meses do ano, mas posteriormente, devido à procura crescente, passaram a integrar a linha como opção fixa. Em princípio, durante o período de produção da primeira geração da F-1000, apenas em 1980 ela não foi oferecida.

### Anos 90
Na linha 1990 o capô ganha travamento com abertura interna.
A F-1000 foi a primeira caminhonete diesel com turbocompressor com um propulsor que gerava 119 cv. Novidade da linha 1991, a F-1000 Turbo era equipada com vidros, travas e espelhos elétricos, além de belíssimas rodas de liga leve de 16 polegadas. Nesse ano, o tanque de combustível passou a ser de plástico polietileno e o câmbio de 5 marchas foi estendido a toda a linha como item de série.
A reestilização e motor turbodiesel um pouco mais potente, com 122,4 cv, veio no início de 1992. Tração 4x4 e a cabine estendida (Supercab), com 56 centímetros adicionais e um banco traseiro para tres pessoas foram as mudanças em 1994. Motor 4.9i de seis-cilindros em linha com injeção eletrônica com 148 cv em 1995.
Em 1996 as mudanças foram retoque na aparência, linhas mais arredondadas e suaves, grade mais ampla, faróis com as luzes de direção embaixo, nos modelos XL e XLT equipada com o motor 2.5 HSD da Maxion, turbinada e intercoolada. A Série especial Lightning com o motor de 4.9 litros a gasolina em 1998, e também o modelo mais o motor diesel mais forte que já a equipou, o motor MWM X10 4.3 com 133cv. No mesmo ano sua produção foi encerrada, sendo sucedida pela F-250, caminhonete de maior porte, cuja produção teve início no ano seguinte.